# Ham (okręg Hasselt)
Ham – miejscowość i gmina (gemeente) w Belgii, w Regionie Flamandzkim, w prowincji Limburgia, w okręgu Hasselt. 1 stycznia 2024 liczyła 11 338 mieszkańców. Powstała 1 stycznia 1977 r.

## Podział administracyjny
W skład gminy wchodzą dwie dzielnice (deelgemeente):
- Kwaadmechelen
- Oostham

## Historia
W 698 Pepin z Heristalu oddał Ham opactwu w Sint-Truiden. Otrzymał prawo do pobierania dziesięciny w zamian za dbanie o duchowe życie mieszkańców. Pierwsza wzmianka o Ham pochodzi z 785 roku. Wymienia ją Daonatus w opowieści o św. Trudo w Vita prima Trudonis Hasbaniensis. 

## Demografia
- Źródła:NIS, :od 1806 do 1981= według spisu; od 1990 liczba ludności w dniu 1 stycznia

1 stycznia 2024 całkowita populacja Ham liczyła 11 338 osób. Łączna powierzchnia gminy wynosi 32,79 km², co daje gęstość zaludnienia 346 mieszkańców na km².